# Pardalotus
Pardalotus is een geslacht van zangvogels uit de familie Pardalotidae (diamantvogels). Het geslacht telt vier soorten.

## Taxonomie
- Pardalotus punctatus – Gevlekte diamantvogel
- Pardalotus quadragintus – Tasmaanse diamantvogel
- Pardalotus rubricatus – Roodbrauwdiamantvogel
- Pardalotus striatus – Geelvlekdiamantvogel